# Криворожье (Николаевская область)
Криворо́жье (укр. Криворіжжя) — село в Новоодесском районе Николаевской области Украины.
Население по переписи 2001 года составляло 356 человек. Почтовый индекс — 56608. Телефонный код — 805167. Занимает площадь 1,316 км².

## Местный совет
56600, Николаевская область, г. Новая Одесса, ул. Центральная, 208; тел. 9-14-38.